# Cephalotes sucinus
Cephalotes sucinus är en myrart som beskrevs av De Andrade 1999. Cephalotes sucinus ingår i släktet Cephalotes och familjen myror. Inga underarter finns listade.